# Franz Metz (Musikwissenschaftler)
Franz Metz (* 1955 in Darova, Volksrepublik Rumänien) ist ein deutscher Organist, Musikwissenschaftler und Dirigent.

## Leben
Franz Metz bekam seinen ersten Klavierunterricht in Lugoj von seinem Vater, dem Kirchenmusiker Martin Metz sowie von seinen Lehrern Dr. Josef Willer und Prof. Clara Peia. Von 1974 bis 1978 absolvierte er das Orgelstudium an der Hochschule für Musik in Bukarest. Hier lernte Metz den damaligen Domorganisten Joseph Gerstenengst kennen, den er regelmäßig an der großen Domorgel der St. Josefskathedrale vertrat. Einige Orgelstunden bei Franz Xaver Dressler in Hermannstadt brachten dem jungen Organisten zusätzliche Einblicke in seine spätere Tätigkeit. An der Walcker-Orgel des Bukarester Athenäums debütierte Metz 1977.
Franz Metz’ Debüt als Konzertorganist fand 1975 in Timișoara statt. Bis 1985 war er in der Stadt als Organist und Kirchenmusiker an der Kirche Heiliges Herz Jesu, an der Millenniumskirche und am Dom zu Timișoara tätig. Bis zu seiner Auswanderung nach Deutschland 1985 gab er zahlreiche Konzerte als Orgelsolist, gemeinsam mit philharmonischen Orchestern des Landes (Banater Philharmonie in Timișoara 1981, Arad 1982, Bukarest 1982, Târgu Mureș 1984, Maria Radna 1984), gefolgt von einigen Konzerten in der Deutschen Demokratischen Republik, in Prag und in Österreich. In den Jahren 1983 bis 1985 war er als Dirigent des Schubert-Chors Temeswar tätig. 1990 gründete Metz in Timișoara einen internationalen Meisterkurs für junge Organisten.
Seit 1985 ist Metz als Stiftskantor in Hechingen, Organist auf der Burg Hohenzollern und seit 2000 als Organist an St. Pius und Musikwissenschaftler in München tätig. Er gab zahlreiche Orgelkonzerte an bedeutenden Orgeln Europas; Konzertante und musikwissenschaftliche Tätigkeit in mehreren europäischen Ländern. Er leitete zahlreicher vokal-symphonische Erstaufführungen bisher unbekannter Banater Komponisten und Einspielungen für Rundfunk, Fernsehen und CD-Produktionen. Franz Metz ist als Dozent an in- und ausländischen Musikhochschulen tätig.

## Dirigent
Als Dirigent sind Franz Metz vielseitige Tätigkeiten zuzuschreiben:
- Gründer und Leiter des Lugoscher Kammerorchesters (1979);
- Gründer und Leiter des Hechinger Kammerorchesters (1987);
- Gründer und Leiter des Banater Kammerorchesters (1987);
- Gründer und Leiter des Ensembles Musica Banatica (1995), Konzerttournee durch Deutschland 1996;
- Gründer und Leiter des Banater Chors München (2000);
- Gründer und Leiter des Ensembles Capella Bavarica, München (2005);
- Erst- und Uraufführungen von zahlreichen bisher verschollenen Werken Banater Komponisten;
- Erstaufführung bedeutender Werke von Johann Michael Haydn (Sechs Salve Regina, komp. 1760; Missa Trinitatis, Temeswar 1754; Missa Sanctae Cyrilli et Methodii, Wien 1758), Franz Limmer (Requiem, Missa Solemnis, Justus ut palma florebit, Streichquartett, Ouvertüre zur Oper „Die Alpenhütte“), Conrad Paul Wusching (Missa brevis), Richard Oschanitzky (Missa brevis, Ave Maria, Sechs geistliche Gesänge); Einspielungen dieser Werke mit den philharmonischen Orchestern und Chören Timișoara und Oradea.

## Organist
Als Organist war Franz Metz vielseitig tätig:
- Erste öffentlich organisierte Orgelkonzerte in der Zeit der Sozialistischen Republik Rumänien in Timișoara (1981), Arad (1983), Maria Radna (1983);
- Uraufführung und Einspielung bedeutender zeitgenössischer Orgelwerke von Andreas Porfetye, Liviu Glodeanu, Sigismund Toduță, Franz Metz, Richard Oschanitzky, Guido von Pogatschnigg, Gheorghe Firca, George Enescu.
- Über 300 Orgelkonzerte an bedeutenden Orgeln in Rumänien, Ungarn, Österreich, Deutschland, Italien, Frankreich.
- Einspielung Banater Orgelmusik auf historischen Orgeln des Banats.
- Dokumentationen für Rundfunk (Deutsche Welle, Radio Temeswar) und Fernsehen (Deutsche Sendung, Bukarest) über die Banater Orgellandschaft.
- Präsentation bedeutender südosteuropäischer und Banater Orgelbauer in Fachzeitschriften und in Buchpublikationen.

## Musikwissenschaftliche Tätigkeit
Auf musikwissenschaftlicher Ebene hat er sich mit der Entdeckung, Einrichtung und Erstaufführungen von Werken Banater Komponisten beschäftigt. Ihm sind zahlreiche musikwissenschaftliche Veröffentlichungen zu verdanken, die sich besonders zur Musikgeschichte der deutschen Minderheiten Südosteuropas beziehen. All diese Namen bisher mehr oder weniger bekannter deutscher Komponisten konnten erst durch seine Entdeckungs- und Forschungsarbeiten nun auch in den deutschsprachigen Ländern bekanntgemacht werden, wie z. B. Franz Limmer, Johann Michael Haydn, Vincenc Mašek, Guido von Pogatschnigg, Wilhelm Ferch, Conrad Paul Wusching, Wilhelm Schwach, Richard Oschanitzky. Desgleichen war er in zahlreichen Sendungen für Rundfunk und Fernsehen über Banater Musikarchive und Banater historische Orgeln zu Gast. Gemeinsam mit zahlreichen deutschen, rumänischen und ungarischen Rundfunk- und Fernsehteams produzierte er Sendungen über Banater Musikarchive und Historische Orgeln des Banats.
- Zahlreiche musikwissenschaftliche Buchveröffentlichungen und wissenschaftliche Arbeiten für Sammelbände, die in Deutschland, Österreich, Ungarn, Rumänien, Serbien, Kroatien, Slowenien, Slowakei und Italien erschienen sind.
- Musikgeschichte Südosteuropas, speziell der deutschen Minderheiten dieser Länder
- Grundlegende Forschungen und Publikationen zur Geschichte des Banater und südosteuropäischen Orgelbaus
- Einspielungen für Rundfunk, Fernsehen und CD
- Leiter mehrerer Forschungs- und Sicherungsprojekte in Rumänien, Serbien und Ungarn zur Musikgeschichte der deutschen Minderheiten
- Herausgeber zahlreicher Musikwerke südosteuropäischer Komponisten, speziell aus dem historischen Banat im Musikverlag Edition Musik Südost, München
- Initiator und Leiter mehrerer internationaler musikwissenschaftlicher Symposien im In- und Ausland (München, Löwenstein, Timișoara, Lugoj, Bukarest, Budapest); Vorlesungen an in- und ausländischen Universitäten.

## Buchpublikationen
- Der Temeswarer Philharmonische Verein 1871. Eine Chronik südosteuropäischer Musikgeschichte 1850-1950., Edition Musik Südost, München 2005, ISBN 978-3-939041-00-9
- Josef Angster. Das Tagebuch eines Orgelbauers. Verlag der Donauschwäbischen Kulturstiftung, München 2004; Edition Musik Südost, ISBN 978-3-939041-07-8
- Te Deum laudamus. Beitrag zur Geschichte der Banater Kirchenmusik. ADZ-Verlag, Bukarest / Edition Musik Südost, München 1995, ISBN 978-3-939041-06-1
- 125 Jahre Temeswarer Philharmonischer Verein 1871-1996. Verlag der Temeswarer Philharmonie Banatul, Temeswar / Edition Musik Südost, München 1996
- Beiträge zur südosteuropäischen Musikgeschichte. Edition Musik Südost, München 2001, in Zusammenarbeit mit der Donauschwäbischen Kulturstiftung, München, ISBN 978-3-939041-08-5
- Das Kirchenlied der Donauschwaben. Eine Dokumentation des Kirchenliedes der deutschen Katholiken Südosteuropas., München 2008, ISBN 978-3-939041-13-9
- Die Kirchenmusik der Donauschwaben. Academia Verlag, Sankt Augustin 1996, ISBN 3-88345-643-8
- Johann Michael Haydn. Seine Beziehungen zur Dommusik in Temeswar und Großwardein. Edition Musik Südost, 1997
- Von Liedertafeln und Gesangvereinen im Banat. ADZ-Verlag Bukarest, Edition Musik Südost, 1998, ISBN 973-98318-2-6
- Die Kirchenmusik in Südosteuropa. Historische und typologische Studien zur Musikgeschichte Südosteuropas. Herausgeber, Konferenzbericht, darin: Interferenzen in den christlichen und jüdischen Kirchenmusiktraditionen des Banats. Verlag Hans Schneider, Tutzing 2003, ISBN 3-7952-1117-4
- Eine Reise in den Orient. Johann Strauss und seine Konzerte im Banat, in Siebenbürgen und in der Walachei. ADZ-Verlag Bukarest, Edition Musik Südost, 1999, ISBN 973-98318-7-7
- Handbuch der Orgelmusik. Kapitel „Rumänien“, Bärenreiter Verlag, Kassel 2001, ISBN 3-7618-2003-8
- Banat, Musik in Geschichte und Gegenwart. (MGG), Lexikon, Band 1, Bärenreiter-Verlag, Kassel 1991, ISBN 3-7618-1100-4
- Banater Chorbuch. München 1997, ISBN 3-922979-45-9
- Musik und Politik entlang der Donau. Die Musikgeschichten einer bunten europäischen Region. Musik im Umbruch. Kulturelle Identität und gesellschaftlicher Wandel in Südosteuropa. Südostdeutsches Kulturwerk, München 1999, ISBN 3-88356-135-5
- Das Banat und die geistliche Musik Südosteuropas. Probleme und Ansätze einer musikhistorischen Forschung. International Magazine for Music, Komponistenverband Jugoslawiens, Belgrad 2000, ISSN 0354-818X
- Musik und Kolonisation im 18. Jahrhundert an der unteren Donau. Bedeutende Musikzentren zwischen Budapest und dem Eisernen Tor, Gegenreformation und Barock in Mitteleuropa, in der Slowakei. Universität Bratislava, Bratislava 2000, ISBN 80-967722-6-0
- Philharmonische Gesellschaften und ihre Bedeutung für multiethnische Regionen in Europa. Ljubljana 2001, Konferenzbericht, ISBN 961-90466-5-X
- Musikalische Interferenzen Banat-Siebenbürgen. Konferenzbericht: Siebenbürgen und das Banat. Reihe: Musik im Osten, Academia-Verlag, Sankt Augustin 1997, ISBN 3-88345-746-9
- Kirchenmusik und geistliche Musik nach 1945 in Rumänien: Kommunismus und Kirchenmusik. Konferenzbericht: Musikgeschichte zwischen Ost- und Westeuropa. Studio-Verlag, Chemnitz/Bonn 2002, ISBN 3-89564-072-7
- Das zweistimmige Kirchenlied der Donauschwaben. Zur Geschichte des deutschen Kirchenliedes in der Wojwodina. Man and Music. International Symposium 2001, Belgrad 2003
- Romanische Weisen aus dem Banate für Königin Elisabeth. Sammelband: Internationales Strauss-Symposium, Bukarest, August 2002 (Mitherausgeber) und Autor, Wiener Institut für Strauß-Forschung: Die Fledermaus, Sonderheft, Hans Schneider-Verlag, Tutzing, Oktober 2003, ISBN 3-7952-1135-2
- Un locuitor al Grazului si un Strauss banatean: Josef Gungl si Vincenz Maschek, relatiile lor cu Johann Strauss. Kongressbericht: Simpozionul international: Viata si opera lui Johann Strauss / Internationales Johann-Strauss-Symposium (2002), Verlag Muzeul National Cotroceni, Bukarest, 2003
- Musica Sacra. Die Rezeption der byzantinischen Musik und der Kirchenmusik Südosteuropas durch die Zeitschrift des Allgemeinen Deutschen Ccäcilienverbandes. In: Konferenzbericht, Iasi/Jassy, Internationales musikwissenschaftliches Symposium, Iasi / Jassy 12.-15. Mai 2003; Institut für Byzantinistik, Iasi
- Das Chorwesen in Südosteuropa in der Zeit 1920-1945. Auswirkungen des Nationalsozialismus auf die Musikkultur deutscher Minderheiten. Sammelband: 18th Slovenian Musical Days, Symposium Choral music and choral societies and their role in the developement of the musical cultures; Ljubljana 2004, ISBN 961-90466-8-4
- Verpflanzt, veredelt und entwurzelt? Zur Dokumentation der Musikkultur deutscher Minderheiten im Südosten Europas. Eine kritische Bestandsaufnahme. Kongressbericht, Ljubljana, September 2001, Vereintes Europa – Vereinte Musik? Vielfalt und soziale Dimensionen in Mittel- und Südosteuropa, Bruno B. Reuer (Hrsg.), Weidler Buchverlag, Berlin 2004, ISBN 3-89693-245-4
- Gedichtete Lieder, vertonte Poesie. Nikolaus Lenau: Poet und Musiker zugleich. Zum 200. Geburtstag des Dichters. In: Österreich und die Banater Schwaben, Hans Dama (Hrsg.), Wien 2005
- Enescu si orga. Concertele lui Enescu in Banat. In: George Enescu in perspectiva contemporana. Simpozioanele internationale de muzicologie George Enescu, Editura Institutului Cultural Roman, București 2005
- Die Kirchenmusiktraditionen der Franziskaner auf dem Gebiet des historischen Banats. In: Plaude turba paupercula. Franziskanischer Geist in Musik, Literatur und Kunst. Konferenzbericht, Bratislava, 4.-6. Oktober 2004; erschienen: Slowakische Akademie der Wissenschaften, Bratislava 2005
- Musik als interkultureller Dialog. Die Musik der Deutschen in/aus Südosteuropa. 20 Jahre GDMSE (Herausgeber), Südosteuropäische Musikhefte, Band 4, Konferenzbericht, 19. Februar 2005, München, Edition Musik Südost, München 2005, ISBN 3-939041-01-7
- Musik als interkultureller Dialog. Das Banat als euroregionaler Klangraum. (Herausgeber), rumänischer Titel: Muzica – dialog intercultural. Confluente muzicale interculturale in Banat; Konferenzbericht, 23.-25. September 2005, Temeswar/Timișoara; Südosteuropäische Musikhefte, Band 5; Edition Musik Südost, München 2005, ISBN 3-939041-02-5
- Von der Oper in die Kirche. Konzertante Kirchenmusik in südosteuropäischen Diözesen in der ersten Hälfte des 19. Jahrhunderts. In: Kirchenmusik zwischen Säkularisation und Restauration, Konferenzbericht, herausgegeben von Friedrich Wilhelm Riedel, Studio-Verlag, Sinzig 2006
- Die religiösen Musikkulturen der Banater Stadt Lugosch um 1900, Musikgeschichte in Mittel- und Osteuropa. Mitteilungen der internationalen Arbeitsgemeinschaft an der Universität Leipzig, Heft 11, Gudrun-Schröder-Verlag, Leipzig 2007
- Der große Tag Temeswars. Die Befreiung Temeswars wurde vor 290 Jahren in Wien und Hamburg musikalisch gefeiert. Kongressbericht: Music for social occasions – music for fun, music for every day, Hrsg. Primoz Kuret, Ljubljana 2007, ISBN 978-961-91596-2-0
- Herausgeber von über 200 Werken neuentdeckter südosteuropäischer und Banater Komponisten im Verlag Edition Musik Südost, München
- Herausgeber der Reihe „Südosteuropäischen Musikhefte“
- Herausgeber der MUSIKZEITUNG, im Auftrag der Gesellschaft für deutsche Musikkultur im südöstlichen Europa e. V.

## Mitgliedschaften
- Vorsitzender der Gesellschaft für deutsche Musikkultur im südöstlichen Europa e. V. (seit 1997)
- Mitglied der Arbeitsgemeinschaft für die Musikgeschichte in Mittel- und Osteuropa an der Universität Leipzig (seit 1998)
- Initiator und Gründungsmitglied des Temeswarer Philharmonischen Vereins (1998)
- Gründer und Leiter der Temeswarer Internationalen Orgelwoche (1991–1998)
- Beiratsmitglied der Redaktion der Zeitschrift „Studien und Forschungen der Kunstgeschichte“ (Studii si cercetari de Istoria Artei) der Rumänischen Akademie (seit 2008)
- Beiratsmitglied der Redaktion der Zeitschrift „Die Musik“ (Muzica), des Verbandes der Komponisten und Musikwissenschaftler Rumäniens, Bukarest
- Ehrenmitglied des Verbandes der Komponisten und Musikwissenschaftler Rumäniens (Uniunea Compozitorilor si Muzicologilor din Romania) (seit 2009)
- Honorarpräsident der Rumänischen Johann-Strauss-Gesellschaft
- Vorsitzender des Gerhardsforums Banater Schwaben e. V. (2009)
- Mitglied im Beirat Haus des Deutschen Ostens, München, des Bayerischen Staatsministeriums für Soziales (seit 2008)